# Daniela Correa da Maia
Daniela Correa da Maia (1981) es una botánica, y profesora brasileña, que desarrolla actividades científicas en el Colegio Dynamico, Curitiba.

## Biografía
En 2003, obtuvo la licenciatura en biología, por la Universidad de Ponta Grossa, UFRJ, Brasil, siendo becaria de la Coordinación de Capacitación del Personal de Nivel Superior. Y en 2006, la maestría en botánica, por la Universidad Federal de Paraná.
Actualmente es profesora de biología del Colegio Dynamico, y profesora de biología - en la escuela media del Colegio Objetivo. Tiene experiencia en el área de botánica, actuando sobre Commelina, Commelinaceae, Dichorisandra, Paraná, taxonomía.

## Algunas publicaciones
- daniela corrêa da Maia, armando carlos Cervi, rosângela capuano Tardivo. 2012. Uma nova espécie de Commelina L. (Commelinaceae) do estado do Paraná e Santa Catarina (Brasil). Editor Fontqueria, 3 pp.

- ------------------------------, -----------------------------, ------------------------------------. 2006. Uma nova espécie de Dichorisandra J.C.Mikan (Commelinaceae) para o Estado do Paraná (Brasil) (enlace roto disponible en Internet Archive; véase el historial, la primera versión y la última).. Fontqueria, España, 55 (40): 297-300

### En Congresos
- MAIA, D. C. ; CERVI, A. C. ; TARDIVO, R. C. 2005. Estudo taxonômico dos gêneros Commelina L. e Dichorisandra J.C.Mikan (Commelinaceae Mirb.) no Estado do Paraná, Brasil. EIn: 56 Congresso Nacional de Botânica, Curitiba

- RITTER, L. M. O. ; MAIA, D. C. ; ESTREIECHEN, L. ; MORO, R. S. 2002. Caracterização da Vegetação da área do Buraco do Padre, Ponta Grossa, PR. En II Encontro de Pesquisa da UEPG, 2002, Ponta Grossa. Anais do II Encontro de pesquisa da UEPG

- RITTER, L. M. O. ; MAIA, D. C. ; ESTREIECHEN, L. ; MORO, R. S. 2002. Caracterização da Vegetação da área do Buraco do Padre, Ponta Grossa, PR. En 53 °Congresso Nacional de Botânica, Recife. Resumos do 53.º Congresso Nacional de Botânica, p. 361-361
- ESTREIECHEN, L. ; RITTER, L. M. O. ; MAIA, D. C. ; MORO, R. S. 2001. Caracterização da Vegetação da área do Buraco do Padre, Ponta Grossa, PR. En III Jornada Científica de Geografia da UEPG, Ponta Grossa. Resumos da III Jornada Científica de Geografia da UEPG. Ponta Grossa: UEPG, p. 73-74

- MAIA, D. C. ; RITTER, L. M. O. ; ESTREIECHEN, L. ; MORO, R. S. 2001. Caracterização da Vegetação da área do Buraco do Padre, Ponta Grossa, PR. En X Encontro Anual de Iniciação Científica da UEPG, Ponta Grossa. Anais do X Encontro de Iniciação Científica da UEPG. Ponta Grossa: UEPG, p. 119-120

## Honores

### Membresías
- Sociedad Botánica de Brasil[5]